# Церква Голгофи

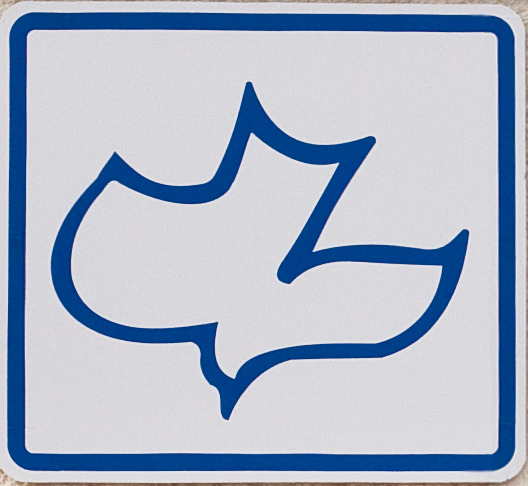
Логотип «Церкви Голгофи» — це голуб,
який символізує Святого Духа.

Це́рква Голго́фи, або Голго́ти, — це неденомінаційна протестантська спільнота церков, яка почала своє існування в 1965 році в Південній Каліфорнії. Термін «спільнота церков» використовується задля контрасту з багатьма християнськими деномінаціями.
Релігійні громади, які бажають стати частиною спільноти приймають статут віри Церков Голгофи і називаються по всьому світу Calvary Chapel, або еквівалентно в рідній мові. 
Церква Голгофи налічує більше тисячі громад по всьому світу. Список і географічна адреса кожної знаходиться тут https://www.calvarychapel.com/church-locator/ [Архівовано 11 травня 2020 у Wayback Machine.].
Першою церквою була Calvary Chapel Costa Mesa, заснована пастором Чаком Смітом. В Україні першу громаду «Церкви Голгофи» у 1992 році заснував місіонер Джордж Маркі. 

## Доктрини «Церкви Голгофи»
Доктринально «Церква Голгофи» — це євангельська, претрибуляційна, і виключно sola scriptura орієнтована громада вірян. Вчення «Церкви Голгофи» спирається на фундаментальні доктрини євангельського християнства, які включають непогрішимість Біблії та вчення про Трійцю.
Хоча «Церква Голгофи» вірить у використання дару інших мов, спираючись на 1 Коринтян 14, вона не визнає використання дару під час загальних богослужінь, якщо немає тлумачення сказаного. Молитва іншими мовами та пророцтва не припустимі на недільних або інших загальних зібраннях церкви. Хоча ці прояви духовних дарувань обґрунтовані доктринально і заохочуються серед вірян, але виключно в рамках молитовних зібрань та домашніх груп для вірян тощо.
«Церква Голгофи» здійснює водне хрещення шляхом повного занурення у воду. Вона вчить, що водне хрещення не одна з невіддільних умов спасіння, а наочний доказ внутрішніх змін у людині. Відповідно, «Церква Голгофи» не визнає хрещення немовлят.
Щомісяця громада «Церкви Голгофи» приймає причастя, вважаючи його елементи символами тіла та крові Ісуса Христа.
«Церква Голгофи» вчить, що схоплення Церкви відбудеться перед початком семирічного періоду великої скорботи, який закінчиться другим приходом Ісуса Христа та встановленням тисячолітнього царювання Христа на землі. Також вчення громади заперечує суперцессіонізм, наголошуючи на тому, що юдеї залишаються богообраним народом і відіграватимуть важливу роль в останні часи.
Церковне управління в «Церквах Голгофи» переважно має єпископальну форму.
Церква Голгофи дотримується поступового (експозиційного) методу вивчення Біблії, тобто методу «вірш за віршем, розділ за розділом», завдяки чому стає можливим вивчати всю Біблію протягом року. На практиці це означає, що проповіді повністю будуються на текстах з Біблії, і, таким чином, наступна проповідь починається там, де була закінчена попередня. Проте інколи пастор сам вирішує, яку наступну книгу Слова Божого буде вивчати громада. Тематичні вивчення Біблії відбуваються тоді, коли пастор вбачає у цьому потребу. Але тематичні вивчення не є основним типом проповіді в Церквах Голгофи.
Бажання «Церкви Голгофи» — вивчати Біблію, замість того, щоб просто її читати. Тому особливу увагу в громаді приділяють особистим стосункам з Богом та особистому благовістю.

## Освітні заклади «Церкви Голгофи»
Церква Голгофи заснувала мережу радіостанцій CSN International [Архівовано 6 квітня 2007 у Wayback Machine.].
По всьому світу діє декілька навчальних закладів «Церкви Голгофи».
Це, по-перше, Біблійні коледжі Церкви Голгофи http://www.calvaryschools.org/ [Архівовано 2 квітня 2007 у Wayback Machine.], та Семінарія Церков Голгофи https://web.archive.org/web/20100122025117/http://www.ccsom.org/CCBCGS/CCBCGSIndex.htm.
Детальнішу інформацію про сутність та вчення Церкви Голгофи можна прочитати в книзі пастора Чака Сміта «Особливості Церкви Голгофи» («Calvary Chapel Distinctives»).